# Ольга Глебовна
Гле́бовна (XII век) — жена князя трубчевского и курского Всеволода Святославича, упомянутая в «Слове о полку Игореве». Достоверно известно только её отчество. В ряде источников княгиню называют Ольгой и дочерью князя переяславского и киевского Глеба Юрьевича из династии Мономашичей, но источник этих данных остаётся неясным.

## В источниках
Единственное надёжное упоминание жены Всеволода Святославича Трубчевского и Курского содержится в «Слове о полку Игореве». В битве на Каяле князь, сражаясь с врагом, забыл, по словам автора, «своя милыя хоти, красныя Глъбовны, свычая и обычая» («своей милой-желанной Глебовны привычки и нрав»). Авторы первого издания «Слова», увидевшего свет в 1800 году, в комментарии к тексту уточнили, что Глебовна — «дочь князя Глеба Юрьевича Переяславского» из ветви Мономашичей, то есть внучка Юрия Долгорукого и сестра упомянутого в памятнике Владимира Глебовича. В «Поколенной росписи» они называют и имя княгини — Ольга. Источники этих утверждений остаются неясными. Тем не менее во многих научных работах жену Всеволода уверенно называют Ольгой и приписывают ей происхождение из переяславского княжеского дома.
Исследователи «Слова» отмечают, что Глебовна не упоминается в «Родословнике князей великих и удельных рода Рюрика», изданном Екатериной II в 1793 году и ставшем одним из важных источников для авторов первого издания (в нём много генеалогических данных, которых нет в летописях). Там не названа жена Всеволода Святославича, в числе детей Глеба Юрьевича Переяславского и Глеба Ростиславича Рязанского нет Ольги. Не упомянута Глебовна и в обширном комментарии к «Екатерининской копии» «Слова» (рукописной копии, созданной специально для императрицы в 1790-е годы). Происхождение жены Всеволода из переяславской ветви Мономашичей вполне вероятно, но не является единственно возможным вариантом. Так, по мнению исследователя С. В. Алексеева, Глебовна могла быть дочерью Глеба Ростиславича Рязанского, который в первой половине 1170-х годов породнился с Ольговичами.
В. Н. Татищев, рассказывая о последствиях поражения на Каяле, сообщает, что некая «княгиня Всеволодова» вместе с Ярославом Всеволодовичем Черниговским занималась обменом пленных. В науке нет единого мнения о том, жена какого Всеволода может иметься в виду — Всеволода Святославича Трубчевского (Глебовна) или Всеволода Святославича Чермного. Б. А. Рыбаков в одном из своих исследований констатирует, что ничего нельзя сказать уверенно, в другом склоняется в пользу второго варианта. О. В. Творогов полагает, что речь о Глебовне. Существует и альтернативная гипотеза: Татищев мог не взять из летописей, а просто выдумать рассказ о княгине для того, чтобы сделать повествование более сентиментальным.
О потомстве Всеволода Святославича и его жены достоверных сведений нет. Однако, историки считают их сыном Святослава Всеволодовича трубчевского. Возможно, их сыном был и Михаил Всеволодович черниговский, в этом случае Святослав был его младшим братом.

## В культуре
Комментаторы «Слова о полку Игореве» видят в Глебовне символ мирной жизни, противостоящей военному укладу. Тот факт, что Всеволод в пылу боя забыл о жене, — это явный упрёк в адрес князя.
Глебовна фигурирует в ряде поэтических переложений «Слова» и вариаций на его тему. Так, В. А. Соснора в цикле стихотворений «Слово о полку Игореве» упоминает жену Всеволода, которая «блещет грудастою красотой».